# Lista do Patrimônio Mundial em Madagáscar
A Organização das Nações Unidas para a Educação, a Ciência e a Cultura (UNESCO) propôs um plano de proteção aos bens culturais do mundo, através do Comité sobre a Proteção do Património Mundial Cultural e Natural, aprovado em 1972. Esta é uma lista do Patrimônio Mundial existente em Madagáscar, especificamente classificada pela UNESCO e elaborada de acordo com dez principais critérios cujos pontos são julgados por especialistas na área. Madagáscar, um arquipélago e país insular na costa oriental da África e berço de um dos mais relevantes ecossistemas do planeta, ratificou a convenção em 19 de julho de 1982, tornando seus locais históricos elegíveis para inclusão na lista.]
O primeiro sítio de Madagáscar, Reserva Natural Integral do Tsingy de Bemaraha, foi inscrito na lista como local de interesse cultural por ocasião da XIV Sessão do Comitê do Patrimônio Mundial, realizada em Banff em 1990. Anos mais tarde, Madagáscar foi acrescido do sítio Colina Real de Ambohimanga, um vilarejo histórico e palácio real de alta relevância cultural que abriga estruturas do século XIX ainda em alto estado de preservação. Mais recentemente, em 2010, o sítio Floresta Tropical Húmida de Atsinanana foi incluído na Lista do Património Mundial em perigo, sendo este o terceiro e mais recente sítio de Madagáscar listado como Patrimônio Mundial. Madagáscar contaria ainda com um quarto sítio, Rova, que acabou tendo parte de seu complexo destruído por um incêndio pouco antes da inscrição em 1995.

## Bens culturais e naturais
Madagáscar atualmente com os seguintes sítios declarados como Patrimônio Mundial pela UNESCO:
| | Reserva Natural Integral do Tsingy de Bemaraha |
| Bem natural inscrito em 1990. |                                                |
| Localização: Mahajanga |                                                |
| Formações rochosas, planaltos calcários de impressionantes "florestas de pedra" (tsingy) formados por agulhas de calcário, colinas rolantes e picos de montanhas altas compõem, juntamente com o espetacular desfiladeiro do rio Manambolo, a paisagem desta reserva natural que abriga em suas florestas virgens, lagos e manguezais espécies raras de lêmures e aves ameaçadas de extinção. (UNESCO/BPI) |                                                |

| | Colina Real de Ambohimanga |
| Bem cultural inscrito em 2001. |                            |
| Localização: Antananarivo |                            |
| A Colina Real de Ambohimanga compreende uma cidadela e uma necrópole real, bem como um conjunto de lugares sagrados. Revestido de um caráter sagrado e intimamente ligado ao sentimento de identidade nacional, este local têm sido venerado pela população por cerca de cinco séculos e permanece, hoje, um local de adoração frequentado por peregrinos de toda a ilha de Madagáscar e outras partes do mundo. (UNESCO/BPI) |                            |

| | Floresta Tropical Húmida de Atsinanana |
| Bem natural inscrito em 2007, em perigo desde 2010. |                                        |
| Localização: Antsiranana/Toamasina/Toliara/Fianarantsoa |                                        |
| Este sítio compreende seis parques nacionais que se estendem ao longo da costa leste deste país insular. Suas florestas arcaicas são de importância essencial na manutenção dos processos ecológicos essenciais para a sobrevivência da excepcional biodiversidade de Madagáscar. Essa biodiversidade é uma consequência da história geológica da ilha: após a separação definitiva de Madagáscar das outras massas terrenas há mais de 60 milhões de anos, a fauna e a flora malgaxes evoluíram isoladamente. As florestas tropicais foram incluídas na Lista do Patrimônio Mundial tanto por sua importância para os processos ecológicos e biológicos, quanto por sua biodiversidade e pelo grande número de espécies ameaçadas que abrigam, em particular, primatas e lêmures. (UNESCO/BPI) |                                        |